# Mester Csaba
Mester Csaba (2002. augusztus 12. –) magyar korosztályos válogatott labdarúgó, az osztrák harmadosztályú Marchfeld Donauauen játékosa.

## Pályafutása

### Klubcsapatokban
Pályafutását Győrben kezdte, majd 2015-ben igazolt Ausztriába, az FV Austria XIII utánpótlásképző egyesületéhez. 2016 és 2018 között a Red Bull Salzburg akadémiáján nevelkedett, akárcsak Bukta Csaba és Major Sámuel. 2018 augusztusában visszatért az Austria Wienhez, ahol a másodosztályban szereplő tartalékcsapat keretéhez csatlakozott. 2018 novemberében súlyos térdsérülést szenvedett, majd több hónapos kihagyásra kényszerült. Az osztrák Bundesligában szereplő felnőtt csapat keretének először 2020. június 2-án, az Admira Wacker ellen volt tagja, de pályára nem lépett. Júliusban a Vorwärts Steyr elleni mérkőzésen súlyos szalagsérülést szenvedett, így a szezon hátralevő részében már nem tudott pályára lépni. A koronavírus-járvány miatt elhúzódó 2019-2020-as szezonban az Austria Wien második csapatában 12 bajnokin kétszer volt eredményes és ugyanennyi gólpasszt adott.
A 2020–2021-es szezonban a 10. fordulóban szerezte meg első bajnoki gólját, az Amstetten ellen idegenben 2–1-re megnyert találkozón volt eredményes. A szezon során 21 bajnoki mérkőzésen három gólt ért el és két gólpasszt adott csapattársainak. Az idény végén meghosszabbította szerződését a bécsi klubbal. A 2021-22-es szezonban 17 mérkőzésen lépett pályára és két gólt szerzett, az idényben többnyire sérülések hátráltatták, de kellett kihagynia meccset koronavírus miatt is. A 2022-23-as bajnoki évben 22 mérkőzésen lépett pályára (ebből 15-ször kezdőként) és ezeken 1 gólt szerzett és kiosztott 3 gólpasszt is. A szezon végén Mester elhagyta az Austria Wien II-t.
2024. január 1-jén csatlakozott az osztrák SV Oberwart csapatához.

### A válogatottban
Többszörös utánpótlás válogatott, szerepelt a magyar U16-os és U17-es korosztályos csapatokban is. Tagja volt a 2019-es U-17-es labdarúgó-világbajnokságon szereplő keretnek.

## További információ
- Mester Csaba adatlapja a Soccerway oldalon (angolul)
- Mester Csaba adatlapja a Transfermarkt oldalán (angolul)